# Porte Lescot
La porte Lescot est une voie piétonne publique située dans le 1er arrondissement de Paris, en France.

## Situation et accès
Accès au niveau du sol, conduisant au secteur Forum des Halles et ensemble des escaliers et des paliers (places desservant des magasins et diverses voies) des différents niveaux situés à la verticale de cet accès, la porte Lescot comporte les tronçons suivants : 
1. 1er tronçon : rue Pierre-Lescot au droit de la rue de la Cossonnerie, entre cette dernière et le passage Mondétour ;
2. 2e tronçon : au niveau -1, entre la rue Poquelin et le Grand Balcon ;
3. 3e tronçon : au niveau -2, entre le balcon Saint-Eustache et la rue Pirouette ;
4. 4e tronçon : au niveau -3, entre la rue Brève, le passage des Verrières et la place Basse ;
5. 5e tronçon : niveau -4, au débouché de la rue de l’Orient-Express.

## Origine du nom
Elle tient son nom de la rue Pierre-Lescot.

## Historique
Cet accès a été créé lors de l’aménagement du secteur Forum des Halles.
La porte Lescot a été dénommée par les arrêtés municipaux des 2 avril 1985 et 18 décembre 1996. 